# Venusia szechuanensis
Venusia szechuanensis là một loài bướm đêm trong họ Geometridae.